# Kulug Sibir
Kulug Sibir ali Bagatur kagan (kitajsko: 莫賀咄可汗; pinjin: moheduokehan, Palladijevo prečrkovanje Мохэдо кэхань) je bil od leta 628 do 630  vladar Zahodnega turškega kaganata (cesarstva), * ni znano, † 630. 
Kulug je bil verjetno sin Tarduja in med vladanjem svojih nečakov guverner severnih provinc.  

## Ozadje
Zahodni turški kaganat v današnjem Turkestanu je bil ustanovljen po delitvi Prvega turškega kaganata po Tardujevi smrti leta 603. Kaganat se je imenoval tudi On Ok (Deset puščic), kar se nanaša na deset mogočnih gokturških plemen. Pet plemen na severovzhodu, imenovanih Dulu, in pet plemen na jugozahodu, imenovanih Nušibi, je oblikovalo dve rivalski frakciji. Mejna črta med njima je bila reka Ili. 

## Upor
Leta 630 se je klan Dulu skupaj s Karluki uprl Tong jabgu kaganu, najuspešnejšemu vladarju v kaganatu. Tonga je podpirala frakcija Nušibov. Kulug Sibir je umoril Tonga, ki je bil njegov nečak, in se s podporo klana Dulu razglasil za kagana. Po mnenju S.G. Kljaštornega in T.I. Sultanova je zatem poskušal zgladiti napetosti med seboj in vazalnimi plemeni. Frakcija Nušibov kljub temu ni sprejela njegovega naslova in podprla Tongovega sina. Kulug Sibir ja zaprosil za podporo Duluje, vendar je moral naslednje leto odstopiti. Pobegnil je v Altaj, kjer so ga pristaši Nušibijev ubili. 